# إميل فورتين
إميل فورتين (بالإنجليزية: Émile Fortin)‏ هو سياسي كندي، ولد في 18 فبراير 1878 في ليفيس في كندا، وتوفي في 18 مايو 1936 في مدينة كيبك في كندا بسبب ذات الرئة. حزبياً، نشط في حزب كندا المحافظ. وقد انتخب عضو مجلس الشيوخ الكندي وانتخب عضو مجلس العموم الكندي.